# 瀛海集團
瀛海集團控股有限公司（英語：Ying Hai Group Holdings Company Limited，港交所：8668），是一家主要從事銷售及分銷酒店客房的控股公司。
該公司於2018年12月18日在開曼群島註冊成立，為提供企業對企業境內旅行服務的持牌批發旅行代理商及汽車租賃服務提供商，而該公司亦銷售及分銷酒店客房，提供汽車租賃服務，及銷售並提供機票、門票及簽證申請等。董事長為蔡偉振。

## 歷史
2019年1月4日，瀛海集團向港交所提交上市申請，9月26日正式掛牌上市。

## 主營業務
旅遊服務、汽車租賃和香港跨境客運。

## 資料來源
1. ↑  .   [2021-01-18]. 原始内容存档于2021-01-22.）
2. ↑  . www.hkex.com.hk. （原始内容存档于2021-01-22） （中文（香港））.
3. ↑  . 2019-09-17. （原始内容存档于2021-01-22）.
4. ↑  . 力報. 2019-09-26.
5. 1 2  . industry.macaotourism.gov.mo.   [2021-01-18].
6. ↑  . 澳門特別行政區政府入口網站.   [2021-01-18]. （原始内容存档于2021-01-23） （中文（繁體））.